# Noël Cazals
Noël Cazals, né le 24 décembre 1861 à Saint-Mamet-la-Salvetat (Cantal) et mort le 30 avril 1942 à Aurillac (Cantal), est un homme politique français.

## Biographie
Médecin, il est interne des hôpitaux de Paris de 1885 à 1888 avant de s'installer comme médecin à Aurillac. Conseiller général du canton de Saint-Mamet-la-Salvetat dès 1889, il est maire de la commune centre en 1892.
En 1898, il est élu dès le premier tour député et siège au groupe de la Gauche démocratique. Battu en 1902, il retourne à ses activités médicales.
En 1921, il est élu sénateur du Cantal et s'inscrit au groupe de l'Union républicaine. Battu au renouvellement de 1930, il quitte la vie politique.